# Der tätowierte Fremde
Der tätowierte Fremde ist ein US-amerikanischer Kriminalfilm aus dem Jahr 1950. Der Film noir wurde von RKO-Pathé produziert und basiert auf dem 1948 gedrehten Dokumentarfilm Crime Lab des Regisseurs Edward L. Montagne.

## Handlung
Im New Yorker Central Park wird die Leiche einer erschossenen Frau in einem gestohlenen Auto entdeckt. Polizeichef Captain Lundquist setzt den erfahrenen Ermittler Lieutenant Corrigan auf den Fall an. Zudem stellt er ihm den Neuling Detective Tobin an die Seite, der vom forensischen Labor zur Mordkommission versetzt wurde.
Tobin untersucht das Auto und kommt zu dem Schluss, dass die Frau nicht im Auto erschossen wurde und der Mörder normal groß sei. Als Tobin und Corrigan die Leichenhalle betreten, um der Obduktion beizuwohnen, stoßen sie auf einen älteren Mann, der sich mit einem Messer an der Leiche der Ermordeten zu schaffen macht. Sie verfolgen den Mann bis in den Keller. Dort erschießt ihn Tobin, um Corrigan vor einem Messerangriff zu schützen. Corrigan identifiziert den Mann als Billy Alcohol, einen altbekannten Säufer, der wohl vom Mörder bezahlt wurde, die Leiche zu verstümmeln. Der Mediziner erklärt, dass Billy der Toten eine Tätowierung vom Arm entfernt hat. Jedoch wurde die Tätowierung vorher schon fotografiert. Zudem glaubt der Mediziner, dass die Tote als Kellnerin tätig war.
Der Chef der Forensik, Captain Gavin, gibt an, dass die tödliche Kugel mit Sand gefüllt war, um eine ballistische Identifikation zu erschweren. Außerdem wurde am Gaspedal des Autos ein Grasbüschel gefunden, für weitere Informationen sollten sich die beiden an einen Botaniker wenden. Während Corrigan verschiedene Restaurants aufsucht, bespricht Tobin den Fall mit der Botanikerin Mary Mahan. Die Grasart findet sich nur im mittleren Westen, doch gibt es in der Bronx eine isolierte Stelle, an der das Gras ebenfalls wächst. Bevor sich Tobin mit dem Hinweis beschäftigen kann, wird er von Corrigan gerufen, der erfolglos die Suche abgebrochen hat. Er will sich mit Tobin nun Tätowierer vornehmen.
Ein Tätowierer erkennt auf dem Foto die Arbeit von Johnny Marseille in Brooklyn. Marseille sagt aus, dass die Frau zwei Mal bei ihm war. Beim ersten Termin wollte sie sich das gleiche Tattoo stechen lassen, dass auch ihr Ehemann hatte. Ihr Mann, Al Raditz, war bei der Handelsmarine und ging während des Krieges mit seinem Schiff unter. Ein Jahr später ließ sich die Frau ein Marineemblem stechen. Marseille erinnert sich, dass die Frau in einem Lokal in Brooklyn arbeitete. In Brooklyn finden Tobin und Corrigan das Lokal, das von Joe Canko geleitet wird. Die Frau hieß Lottie Morrell und wohnte in der Bronx. In Lotties Wohnung finden die Ermittler mehrere Lebensversicherungspolicen, die auf verschiedene Namen ausgestellt sind. Die Ermittler spüren, dass sie beobachtet werden, können denjenigen aber nicht festnehmen.
Lottie war eine polizeibekannte Betrügern und Bigamistin. Tobin macht sich mit Mary auf die Suche nach dem Gras, wird aber zu einem weiteren Mord hinzugezogen. Johnny Marseille wurde zu Tode geprügelt. Fingerabdrücke vom Tatort lassen auf Raditz, der somit im Krieg doch nicht gestorben ist, als Mörder schließen. Tobin und Corrigan sind sich sicher, dass Raditz und Lottie sich gegenseitig betrügen wollten und dass Raditz Lottie deswegen ermordete. Mikroskopische Untersuchungen des Sandes aus der Kugel legen nahe, dass Raditz als Granitschneider tätig ist. Das Gras und der Sand bringt Tobin auf die Idee, dass Raditz an einem Grabstein auf dem Friedhof der Bronx gearbeitet hat. Seine Theorie bewahrheitet sich, als er ein frisch ausgehobenes Grab auf dem Friedhof entdeckt und Mary die Grasart aus dem Mittelwesten identifiziert. Tobin und Mary befragen den Verwalter, der von Raditz zum Schweigen gezwungen wurde. Tobin ist sich sicher, dass Raditz in der Nähe ist und schickt Mary los, Corrigan zu alarmieren. Kurz darauf kommt es zwischen Tobin und Raditz zu einer Schießerei. Der Detective wird angeschossen, kann Raditz aber töten, gerade als Corrigan mit Verstärkung auftaucht. Zwar rügt Corrigan seinen Partner für seinen Alleingang, gleichzeitig freut er sich über die beginnende Beziehung zwischen Tobin und Mary. 

## Produktion

### Hintergrund
Gedreht wurde der Film bis September 1949 in New York sowie in den dortigen RKO-Studios.

### Besetzung
In einer kleinen nicht im Abspann erwähnten Nebenrolle trat Jack Lord auf.

## Veröffentlichung
Die Premiere des Films fand am 9. Februar 1950 statt. In der Bundesrepublik Deutschland wurde er am 25. April 1964 im deutschen Fernsehen ausgestrahlt.

## Kritiken
Das Lexikon des internationalen Films schrieb: „Routiniert im Stil eines Dokudramas inszenierter Krimi, der sich ganz auf die gefährlich-schwierige Ermittlungsarbeit konzentriert und auf Grund der Einbeziehung des Lokalkolorits ein hohes Maß an Realismus erzielt. Der mit niedrigem Budget hergestellte Film entstand unter dem damaligen Produktionschef der RKO Howard Hughes, der damit eine neue Reihe von Filmen einleiten wollte, die nicht in Hollywood, sondern an der Ostküste der USA gedreht werden sollten.“
Die Filmzeitschrift Cinema befand: „Noir-Krimi der zweiten Liga.“
Stephan Brenneisen schrieb im Portal Filme+, der Film „mag insgesamt vielleicht kein guter Krimi sein, aber durch und durch solide und mit knapp einer Stunde angenehm kurz. (...) Der eigentliche Fall ist simpel und fast vergessenswert, aber es gibt ganz schöne Aufnahmen von New York und für einen B-Krimi geht „Die tätowierte Fremde“ schon in Ordnung.“
Der Kritiker der The New York Times fand die Idee, den Dokumentarfilm zu einem abendfüllenden Spielfilm zu machen, gerechtfertigt. Diesem anständigen kleinen Drama nähern sich Regisseur Montagne und Produzent Bonafield mit einem achtsamen Auge für die wissenschaftliche und langwierige Ermittlungsarbeit.